# Dret d'accés a Internet
El dret d'accés a Internet, també conegut com a dret a la banda ampla, és el dret humà (dret digital) que posseeix tota persona per accedir a la Internet amb la finalitat d'exercir i gaudir dels seus drets a la llibertat d'expressió, d'opinió i altres drets humans fonamentals que conformen la democràcia, de manera que els Estats i les Nacions Unides tenen la responsabilitat de garantir que l'accés a Internet sigui àmpliament disponible, no podent els Estats restringir injustificadament l'accés d'una persona a Internet. L'accés a Internet està reconegut com un dret per les lleis de diversos països.

## Mèxic
Mitjançant decret publicat en el Diari Oficial de la Federació l'11 de juny de 2013, es van reformar i van addicionar diverses disposicions de la Constitució Política dels Estats Units Mexicans en matèria de telecomunicacions.
En l'exposició de motius de la iniciativa corresponent, mateixa que va ser publicada en el número 3726-II de la Gaseta Parlamentària el 12 de març del mateix any, respecte del Dret d'accés a les tecnologies de la informació i serveis de radiodifusió i telecomunicacions, inclòs el de banda ampla, s'assenyala:
"L'Organització de les Nacions Unides ha expressat en diversos documents la rellevància de les tecnologies de la informació per a la nostra societat i la importància de garantir que totes les persones hi tinguin accés. Sota aquesta concepció, les tecnologies de la informació no només representen les portes d'accés al coneixement, l'educació, les idees, la informació o l'entreteniment, sinó que també són el punt de partida per a la generació del desenvolupament econòmic i social.
La Declaració de Principis del Cim Mundial sobre la societat de la informació, celebrada en Ginebra en 2003, estableix com un desafiament per a les nacions aprofitar el potencial de les tecnologies de la informació per promoure els objectius de desenvolupament, en particular, erradicar la pobresa extrema i la gana, aconseguir l'educació primària universal, promoure l'equitat entre gèneres i l'apoderament de les dones, reduir la mortalitat infantil, millorar la salut materna, combatre el VIH i altres malalties, assegurar un medi ambient sostenible i en general, assegurar la cooperació entre les nacions. El document també expressa la rellevància d'aquestes tecnologies per generar creixement econòmic i millorar la qualitat de vida de tots.
Des d'aquesta perspectiva, el Consell de Drets Humans de l'Organització de les Nacions Unides va adoptar la resolució A/HRC/20/L.13 del 29 de juny de 2012 sobre la promoció, protecció i gaudi dels drets humans en internet. La rellevància d'aquest document radica que reconeix en llenguatge de drets humans una sèrie de drets d'accés i ocupació d'internet per a totes les persones. Addicionalment, s'exhorta als Estats perquè promoguin i facilitin l'accés a internet i la cooperació internacional encaminada al desenvolupament dels mitjans de comunicació i els serveis d'informació i comunicació en tots els països.
[…]
Existeixen diversos precedents internacionals que reconeixen el dret a l'accés a les tecnologies de la informació i a la banda ampla, ja sigui en l'àmbit constitucional, com és el cas de Grècia; establert en lleis generals, com a Finlàndia, Perú, Espanya, i Estònia, o per jurisprudència, com ocorre a França i Costa Rica, per citar alguns exemples.
Per la seva banda, a la Declaració Conjunta sobre Llibertat d'Expressió i Internet (OEA) de l'1 de juny de 2011 es va establir que els Estats ―tenen l'obligació de promoure l'accés universal a Internet per garantir el gaudi efectiu del dret a la llibertat d'expressió. L'accés a Internet també és necessari per a assegurar el respecte d'altres drets, com el dret a l'educació, l'atenció de la salut i el treball, el dret de reunió i associació, i el dret a eleccions lliures―.
D'igual manera, la Suprema Cort de Justícia de la Nació ha reconegut la funció social que comporta l'accés efectiu als serveis de telecomunicacions i radiodifusió ([J]; 9a. Època; Ple; S.J.F. i la seva Gaseta; Tom XXVI, Desembre de 2007; Pàg. 986). D'acord amb el nostre Màxim Tribunal, la funció social d'aquests serveis resideix en el seu reconeixement com a instruments per fer efectiu l'exercici dels drets fonamentals. En aquesta mesura, l'accés efectiu a les tecnologies de la informació i a la banda ampla, es reconeix com una peça clau en el desenvolupament d'una política de promoció, respecte, protecció i garantia dels drets humans, indispensable per a la construcció al nostre país d'una societat de drets i llibertats, tal com ho preveu el paràgraf tercer de l'article 1r de la Constitució.
D'aquesta manera, la universalitat en l'accés a la banda ampla i als serveis de radiodifusió i telecomunicacions permetrà que de manera pública, oberta i no discriminatòria totes les persones tinguin accés a la societat de la informació i el coneixement en igual forma i mesura, amb una visió inclusiva, contribuint amb això a l'enfortiment d'una societat de drets i llibertats basada en la igualtat.
En aquest context i prenent en compte les anteriors consideracions, resulta necessari que la nostra Constitució contingui normes que expressament garanteixin l'accés a les tecnologies de la informació, així com als serveis de radiodifusió i telecomunicacions, incloent la banda ampla; per a tal efecte, es proposa l'addició d'un tercer paràgraf a l'article 6é i es precisa que l'Estat establirà condicions de competència efectiva en la prestació d'aquests serveis.
Amb aquesta reforma, a més de posar al país a l'avantguarda en perspectiva comparada, l'accés massiu a la banda ampla i a les tecnologies de la informació es configura com una prioritat en l'agenda nacional i com un principi rector en l'actuació de l'Estat, amb la intenció de la plena inserció del país en la societat de la informació i el coneixement, amb les consegüents repercussions positives en el desenvolupament nacional que això haurà de generar."
El tercer paràgraf de l'article 6é de la Carta Magna disposa: "L'Estat garantirà el dret d'accés a les tecnologies de la informació i comunicació, així com als serveis de radiodifusió i telecomunicacions, inclòs el de banda ampla i internet. Per a tals efectes, l'Estat establirà condicions de competència efectiva en la prestació d'aquests serveis."